# Joseph Rozier
Joseph Jean Marie Rozier (* 5. Juni 1924 in Murat-le-Quaire, Département Puy-de-Dôme; getauft in Bournemouth am 8. Juni 1924; † 11. Juni 1994 in Poitiers) war Bischof von Poitiers.

## Leben
Joseph Roziers Vater war Michael Rozier, seine Mutter war Margaret Rozier Sauvat. Joseph Rozier studierte Theologie und Philosophie und wurde am 28. September 1947 zum Priester geweiht. Er war von 1966 bis 1971 der Generalvikar von Bischof Pierre-Abel-Louis Chappot de la Chanonie. Am 10. Mai 1971 wurde er zum Weihbischof in Clermont bestellt und zum Titularbischof von Maximiana in Numidia ernannt. Die Bischofsweihe am 26. September 1966 wurde von Alexandre-Charles Renard geleitet. Danach war er zwischen 1973 und 1975 Koadjutor und schließlich vom 5. Juli 1975 bis zu seinem Tode Bischof von Poitiers.
Bischof Rozier wurde bekannt wegen seines Einsatzes für den Frieden und seine Vermittlerrolle zwischen den Religionen. Er war Präsident des französischen Zweiges von Pax Christi und Mitglied der Kommission für soziale Fragen der französischen Bischofskonferenz. Er galt als Kritiker des Front national und des Zweiten Golfkrieges.
Joseph Rozier starb 1994 an einer nicht näher bestimmten viralen Erkrankung nach einer Brasilienreise.